# Келл Брук
Келл Брук (англ. Ezekiel Brook), нар. 3 травня 1986, Шеффілд, Південний Йоркшир, Англія, Велика Британія) —  британський професійний боксер, що виступає у напівсередній вазі (англ. welterweight). Чемпіон світу у напівсередній вазі за версією IBF (2014 - 2017).

## Професіональна кар'єра
Дебютував 17 вересня 2004 року.
14 червня 2008 року в бою проти Баррі Джонса виграв вакантний титул чемпіона Великої Британії у напівсередній вазі.
12 березня 2010 року, перемігши Кшиштофа Бієніаса, завоював звання інтерконтинентального чемпіона WBO.
25 червня 2011 року переміг Лавмо Ндоу і завоював вакантний титул інтерконтинентального чемпіона WBA.
17 березня 2012 року відбувся бій Келла Брука проти інтернаціонального чемпіона IBF Мет'ю Гаттона. Брук переміг за очками.

### Брук проти Портера
16 серпня 2014 року Брук вдруге у профікар'єрі боксував у США. У Карсоні (Каліфорнія) в бою за звання чемпіона IBF у напівсередній вазі він зустрівся з непереможним американцем Шоном Портером (24-0-1, 15 КО). Перед поєдинком фаворитом вважався американець. Але в бою Брук виглядав трохи краще. Портер намагався увесь час прорватися на ближню дистанцію, але діяв там неефективно. Брук часто діставав Шона правими прямими назустріч. Рішенням більшості суддів перемогу і звання чемпіона здобув Келл Брук.

### Брук проти Головкіна
Після невдалої спроби організувати об'єднавчий бій з чемпіоном світу за версією WBO американцем Джессі Варгасом, Брук домовився про бій з непереможним казахом Геннадієм Головкіном. Для цього він піднявся на дві вагові категорії. Бій відбувся 10 вересня 2016 року в Лондоні на арені «О2 Арена». На кону стояли титули чемпіона IBF, IBO і WBC у середній вазі, що належали Головкіну. Вже у першому раунді Головкіну вдалося потрясти суперника, але британець зумів згодом вирівняти ситуацію. У п'ятому раунді Головкін підняв темп і став більше влучати, влаштувавши справжнє побиття Келла, через це кут Брука вирішив викинути рушник. Після бою стало відомо, що у Брука перелом очниці. 

### Брук проти Спенса
27 травня 2017 року у Шеффілді Брук проводив захист титулу чемпіона IBF проти непереможного грізного нокаутера  американця Еррола Спенса (21-0, 18КО). Бій проходив у напруженій і конкурентній боротьбі, але на кінець бою у молодшого Спенса залишилося більше сил. У 10 раунді Еррол надіслав Брука в нокдаун і намагався добити до завершення раунду. В 11 раунді після кількох ударів Спенса Брук опустився на коліно через пошкодження лівого ока, яке було травмоване в бою з Головкіним. Рефері зупинив бій.